# Carmen Küng
Carmen Küng (verh. Carmen Cavelti-Küng; * 30. Januar 1978 in Solothurn) ist eine ehemalige Schweizer Curlerin.

## Werdegang
Ihre sportliche Karriere begann sie beim CC Solothurn. 1996 erreichte sie als Vize im Team von Skip Nadja Heuer den vierten Platz bei der Juniorinnen-Weltmeisterschaft in Red Deer in der kanadischen Provinz Alberta. Zwei Jahre später kamen sie an den Europameisterschaften erneut auf den vierten Rang. Ihre erste Medaille holte sie bei der Europameisterschaft 2000 mit dem dritten Platz. Im folgenden Jahr erreichte sie mit demselben Team erstmals die Curling-Weltmeisterschaft und landete dort bei der Heim-WM mit neun Niederlagen auf dem enttäuschenden letzten Platz.
Einer ihrer grössten Erfolge war der Gewinn der Bronzemedaille bei der Curling-Weltmeisterschaft 2008 in Vernon im Team von Skip Mirjam Ott. Ebenfalls 2008 gewann sie die Goldmedaille der Curling-Europameisterschaft 2008.
Bei der Curling-Europameisterschaft 2009 in Aberdeen gewann Küng im Team von Mirjam Ott die Silbermedaille. Die Round Robin hatte das Team als Erster abgeschlossen. Das Page-Playoff-Spiel gegen Dänemark konnte man gewinnen, verlor aber den Final gegen Deutschland mit 5:7.  
Bei den Olympischen Winterspielen 2010 in Vancouver stand sie mit ihrer Mannschaft im kleinen Final und spielte um die Bronzemedaille. Das Spiel um Platz 3 verlor sie gegen das chinesische Team um Skip Wang Bingyu mit 6:12. Bei der Weltmeisterschaft 2012 in Lethbridge gewann sie im Final gegen Schweden die Goldmedaille. 
Bei den Olympischen Winterspielen 2014 in Sotschi stand sie mit ihrer Mannschaft erneut im kleinen Final, unterlag aber den Gegnerinnen aus Grossbritannien mit 5:6. 
Im April 2014 trat sie vom Spitzensport zurück.